# Погоня с дьяволом
«Погоня с дьяволом» (англ. Ride with the Devil) — американский ревизионистский вестерн 1999 года режиссёра Энга Ли. Главные роли в фильме исполнили Тоби Магуайр, Скит Ульрих, Джеффри Райт и Джуэл. Сюжет фильма основан на романе Дэниела Вудрелла «Woe to Live On».
Фильм был снят совместно студиями Universal Studios и Good Machine. Съёмки начались 25 марта 1998 года. Премьера фильма состоялась 26 ноября 1999 года всего в шести кинотеатрах США и длилась три дня, собрав в общей сложности 635 096 долл. С учётом бюджета в 38 млн долл. фильм был признан кассовым провалом.
Среди тем, затронутых в фильме критики отметили исследование тем политики, насилия и войны. В 2010 году издательство Criterion Collection выпустило для домашнего медиарынка отреставрированную цифровую версию высокой чёткости, включающую расширенную 148-минутную режиссёрскую версию фильма.

## Сюжет
Джейк Родель и Джек Булл Чайлз, двое друзей, живущих в штате Миссури. Начинается Гражданская война. Однажды ночью Джейк наблюдает за тем, как Эйса, отца Джека, казнит банда джейхокеров. Джеку удаётся бежать, и он вместе с Джейком вступает в ряды Бушвакеров под командованием «Чёрного» Джона Амброуза — неофициального подразделения, лояльного конфедеративному правительству Миссури. Вместе с Амброузом сражаются Джордж Клайд и Дэниел Холт, которого многие считают рабом Клайда; Джейк узнаёт, что Клайд купил свободу Холту после того, как Холт, которого Клайд знал с детства, помог ему убить солдат Союза, расстрелявших его отца и братьев. Однако Холт был разлучён с матерью, которая была продана новому хозяину в Техас.
Иррегуляры применяют тактику партизанской войны против Джейхоукеров, которых поддерживают сторонники Конфедерации в Миссури. Во время путешествия Джейк узнает, что его отец был убит Альфом Боуденом, юнионистом, которого Джейк оставил в живых, отомстив за убитых иррегулярами. С наступлением зимы Амброуз отправляет Джейка, Джека, Холта и Клайда прятаться в поместье семьи Эванс. Молодая вдова Сью Ли Шелли завязывает романтические отношения с Джеком. Когда Клайд отправляется заводить роман с подругой на соседнюю ферму, а Чайлз занят со Сью Ли, между Джейком и Холтом зарождается дружба.
Джек получил тяжёлую рану во время погони за Джейхокерами. Поскольку поблизости находятся солдаты Союза, Клайд покидает группу, чтобы присоединиться к нерегулярным войскам. Джейк, Холт и Сью Ли пытаются ампутировать поврежденную руку Джека, но он умирает от гангрены. Похоронив его, Джейк и Холт сопровождают Шелли в усадьбу Браунов, а сами отправляются на поиски Клайда. Вскоре они узнают, что армии Союза удалось изолировать и выследить многих их бывших товарищей.
Нерегулярные войска объединяются с партизанами во главе с Уильямом Квантриллом, который планирует совершить набег на Лоуренс, штат Канзас. Про-южные силы легко преодолевают небольшой гарнизон, охраняющих Лоуренс, сжигают и грабят магазины и дома. Испытывающие отвращение Джейк и Холт заходят в ближайший ресторан, чтобы позавтракать. Питт Маккесон, партизан-садист, который презирает Джейка за то, что он любимец Эмброуза, входит в заведение и угрожает владельцам, прежде чем Джейк и Холт заставляют его уйти под дулом пистолета.
Когда партизаны совершают побег, войска Союза преследуют их в лесу. Квантрилл и Эмброуз организуют людей, чтобы те симулировали отступление и построились в боевые порядки, что позволяет им сдерживать преследование. Маккесон пытается выстрелить в Джейка сзади, и когда Холт в ярости пытается выстрелить в ответ, пуля попадает ему в бок. Клайд бросается к нему на помощь, но получает пулю в горло и умирает прямо на руках Холта. Джейку удается оттащить Холта в безопасное место и скрыться.
Они возвращаются к семье Браун. После смерти Джека и Клайда Джейк и Холт размышляют о своём будущем; Джейк признает, что не хочет возвращаться к иррегулярным войскам, поскольку чувствует, что война оборачивается против Конфедерации, в то время как Холт признаётся, что, хотя он и не был рабом Клайда, он чувствует себя «свободным» теперь, когда его друг ушел. Шелли рожает Джеку дочь Грейс. Брауны, которые предполагают, что Джейк является отцом ребенка, оказывают на него давление, чтобы он женился на Шелли, что он неохотно делает. Однако, проведя время с Шелли и ребёнком, Джейк начинает испытывать чувства к ним обоим.
Поступают новости о том, что Квантрилл бежал в Кентукки, а Маккесон и оставшиеся в живых нерегулярные войска теперь вне закона и грабят как юнионистов, так и беззащитных южан ради ценностей. Джейка предупреждают, что Маккесон намерен в ближайшее время уладить дела между ними. Мистер Браун тайно приглашает местного священника к себе домой, чтобы обвенчать Джейка и Шелли, и они проводят ночь вместе. Джейк бреется и подстригает волосы, чего он поклялся не делать, пока не закончится война, и готовит фургон, чтобы уехать с семьёй в Калифорнию.
Во время устройства лагеря он и Холт натыкаются на Маккесона, который находится в бегах и склоняется к самоубийству, узнав о смерти Квантрилла и Эмброуза. Маккесон заявляет, что поедет в ближайший город, оккупированный Союзом, чтобы выпить, даже если это означало бы верную смерть; его несдержанные манеры заставляют Джейка и Холта выхватить оружие в целях самообороны. Однако, выпив чашку заваренного цикория, предложенного ему Джейком, Маккесон просто уезжает.
Теперь, когда его служба завершена, Холт говорит Джейку, что направляется в Техас в надежде наконец освободить свою мать из рабства. После того, как двое друзей пожимают друг другу руки и прощаются, Холт приподнимает шляпу перед Джейком и уезжает.

## В ролях
- Тоби Магуайр — Джейк Родель
- Скит Ульрих — Джек Булл Чайлз
- Джуэл — Сью Ли Шелли
- Джеффри Райт — Дэниел Холт
- Саймон Бейкер — Джордж Клайд
- Джонатан Рис-Майерс — Питт Макесон
- Джим Кэвизел — «Чёрный» Джон Эмброуз
- Марк Руффало — Альф Боуден
- Том Уилкинсон — Ортон Браун
- Марго Мартиндейл — Вилма Браун
- Джон Алес — Уильям Куантрилл
- Дэвид Рис Снелл — игрок в покер

## Анализ
Многие критики отмечают, что фильм мало что делает для того, чтобы сориентировать или провести зрителей через исторический ландшафт, в котором он разворачивается, и вместо этого представляет события в «непримечательной», «недемонстративной» и «несколько призрачной» манере. Писатель Эндрю Патрик Нельсон считает „Погоню с дьяволом“ частью ревизионистской западной традиции, хотя и признаёт, что в ней „мало застенчивости, которая обычно характеризует форму“. Нельсон утверждает, что режиссёр Энг Ли часто отказывается от чрезмерного внимания к историческим деталям и вместо этого пытается погрузить зрителей в опыт, который «отвечает за повседневные реалии и ритмы, окружающие персонажей». Именно из-за этого Нельсон утверждает, что у фильма больше чего-то общего с „метафизическими“ работами таких режиссёров, как Терренс Малик».

## Производство
Ведущим актёрам пришлось пройти трёхнедельный курс в учебном лагере для новобранцев, чтобы подготовиться к своим ролям. Во время съёмок Магуайр страдал из-за изнурительной жары и 16-часового рабочего дня, но настоял на том, чтобы завершить съёмки. Актеры сначала тренировались стрелять холостыми патронами, а затем боевыми патронами для сцен боевых действий. На этапе производства было использовано более 250 пистолетов с чёрным порохом времён Гражданской войны. Более 140 статистов сыграли жителей Лоуренса, и более 200 реконструкторов времён Гражданской войны были привлечены, чтобы передать их образ жизни на съёмках.
Съёмки начались 25 марта 1998 года и проходили в основном в Сибли, штат Миссури, Канзас-Сити, штат Канзас, и Канзас-Сити, штат Миссури и Паттонсбург, штат Миссури. Декораторам пришлось убрать телефонные столбы и использовать грузовики с землей, чтобы прикрыть асфальт и бетон. Художник-постановщик Марк Фридберг создал множество декораций того периода времени как внутри, так и снаружи, чтобы обеспечить и сохранить историческую точность.

## Восприятие
Среди главных критиков в США фильм получил в целом положительные отзывы.
Питер Стэк, из «San Francisco Chronicle», пишет: «Подход Ли сочетает тревожную твёрдость с привлекательной, часто сияющей элегантностью (благодаря операторской работе Фредерика Элмса) в изображении части Америки, находящейся в состоянии войны с самой собой». Оставшийся под впечатлением Стивен Хантер из «Washington Post» написал, что фильм был «потрясающим» и что в нём содержался «самый ужасающий вид перестрелки с близкого расстояния, с большими, пульсирующими дырами, проделанными в человеческих существах по целому ряду причин, начиная от политических и заканчивая бессмысленными». Стивен Холден из New York Times в неоднозначно-положительной рецензии описал производственные аспекты фильма как «медитативные, с вниманием к деталям и грубыми текстурами жизни 19-го века, которые также удерживают историю на расстоянии и делают „Поездку с дьяволом“ драматически скудной, хотя фильм объединяет темы любви, секса, смерти и войны».
По слегка оптимистичному убеждению, Эндрю О’Хир из Salon.com утверждал, что «при всех своих неуклюжих диалогах и расплывчатом сюжете это историческое кино высокого уровня, как визуально, так и тематически амбициозное».
Тодд Маккарти из Variety пишет: «Режиссёр Энг Ли, ещё раз впечатляющий разнообразием своего выбора сюжета и обстановки, снял жестокий, но чутко наблюдаемый фильм о событиях Гражданской войны».
Фильм не обошелся без отрицательных отзывов. В статье для Chicago Sun-Times Роджер Эберт прямо отметил, что в фильме «нет обычных поощрений или выплат, он не упрощает сложную ситуацию, не усиливает действие или романтику просто для развлечения. Но, к сожалению, это не очень занимательный фильм; это длинная нудная история, если только вы не очарованы подводными течениями». Рассел Смит из The Austin Chronicle выразил положительное мнение о фильме как о «ненавязчивой оригинальности, психологическом проникновении и абсолютной красоте». Продолжая, он подчеркнул: «В этом фильме странная смесь стилизации и экстремального реализма. Диалоги высокопарны, полны архаичных слов и новомодной вычурности — тем более резких, когда их произносят эти деревенщины-подростки».
Джеймс Берардинелли из ReelViews пишет, что «Погоня с дьяволом» «уводит нас от крупных битв на востоке и переносит туда, где всё менее чётко определено». Он также заявил, что «Как и почти везде, идеалогические пропасти часто разделяли семьи. Это территория, на которую отважился Ли, и получившийся в результате фильм предлагает ещё один эффективный и трогательный портрет самого важного и сложного конфликта Соединенных Штатов».
В 2013 году фильм стал темой эссе в сборнике научных статей о фильмах Энга Ли «Философия Энга Ли».

## Издания
18 июля 2000 г. на DVD было выпущено широкоэкранное издание фильма в США. Дополнительные материалы на DVD включали: музыкальный клип Джуэл: «What’s Simple Is True», кинопрокатный трейлер, примечания к фильму, дополнительные сведения об актёрах и режиссёре, а также ссылку на сайт Universal.
27 апреля 2010 года Criterion Collection выпустило отреставрированное специальное издание на DVD и Blu-ray. Оно включает 148-минутную расширенную версию фильма. Среди дополнительных материалов: два аудиокомментария с участием Энга Ли и продюсера-сценариста Джеймса Шамуса и Элмса, звукорежиссёра Дрю Кунина и художника-постановщика Марка Фридберга; новое видеоинтервью с Джеффри Райтом; буклет с эссе критика Годфри Чешира и Эдварда Э. Лесли, автора книги The Devil Knows How to Ride: The True Story of William Clarke Quantrill and his Confederate Raiders.